# New Oxford
New Oxford es un borough ubicado en el condado de Adams en el estado estadounidense de Pensilvania. En el año 2000 tenía una población de 1696 habitantes y una densidad poblacional de 1042.7 personas por km².

## Geografía
New Oxford se encuentra ubicado en las coordenadas 39°51′48″N 77°03′23″O / 39.86333, -77.05639.

## Demografía
Según la Oficina del Censo en 2000 los ingresos medios por hogar en la localidad eran de $36 991 y los ingresos medios por familia eran $43 036. Los hombres tenían unos ingresos medios de $30 203 frente a los $22 455 para las mujeres. La renta per cápita para la localidad era de $18 065. Alrededor del 7.6% de la población estaba por debajo del umbral de pobreza.